# Alessandro Moretti

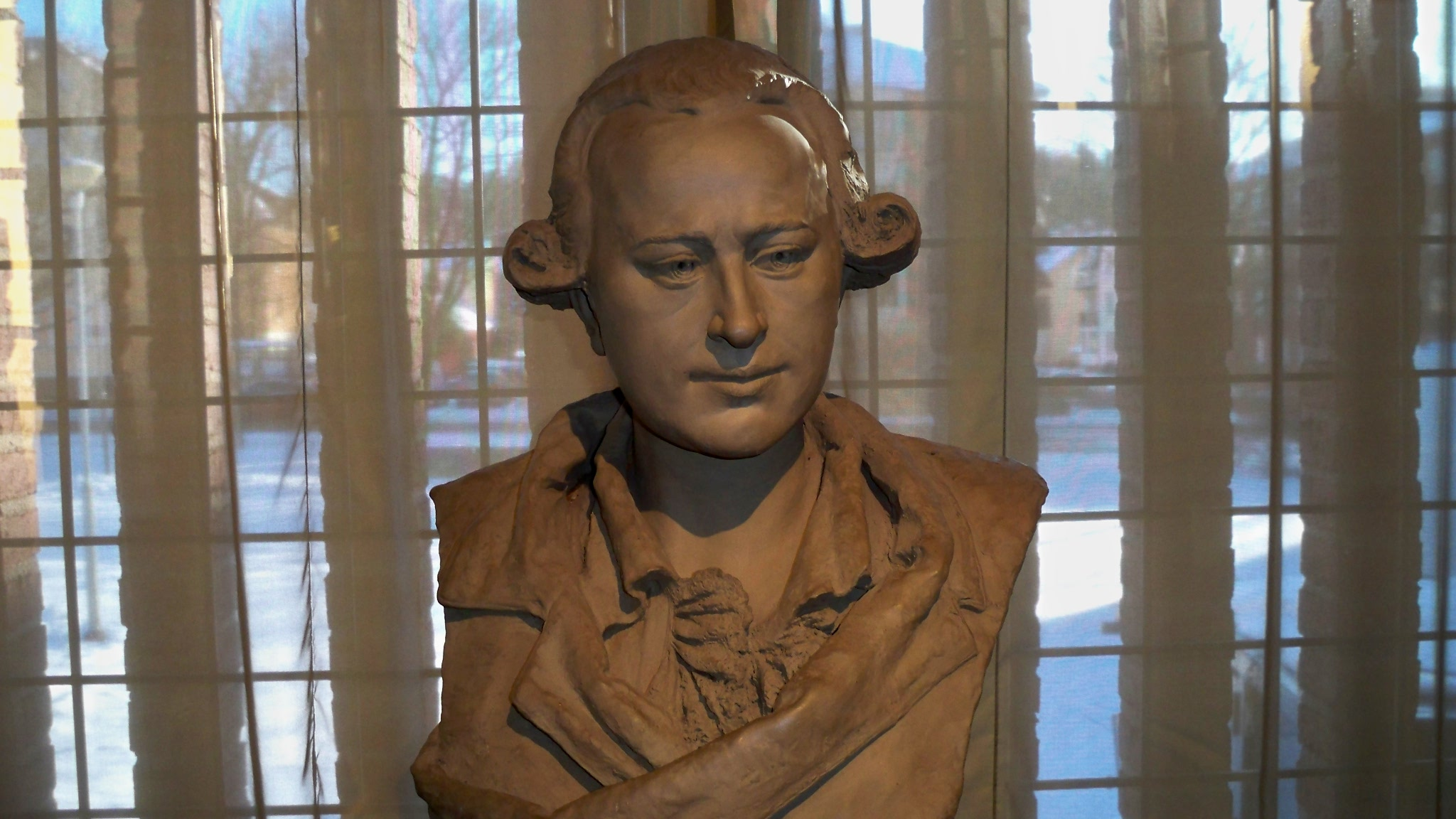
Byst över Peter Adolf Hall i obränd lera av Giuseppe Alessandro Moretti, 1940, Borås konstmuseum

Giuseppe Alessandro Moretti, född 16 februari 1870 i Italien, död 24 januari 1953 i Stockholm, var en italiensk-svensk porträttskulptör. 
Han var sedan 1898 gift med Martha Moretti. Han studerade konst och skulptur i Piacenza och Milano. Han inflyttade till Sverige 1911 från Norge och bosatte sig då i Stockholm. De första åren vistades han bara periodvis i Sverige men i och med att första världskriget inleddes blev han fast bosatt i Sverige. Hans konst består huvudsakligen av porträttskulpturer. Moretti är representerad vid bland annat Nationalmuseum i Stockholm.

## Verk i urval
- porträtt över Gustaf V
- porträtt över Hermann Balck
- porträtt över Manne Siegbahn
- porträtt över Erling Eidem
- porträtt över Selma Lagerlöf
- byst över Peter Adolf Hall, 1940, Borås konstmuseum